# Écourt-Saint-Quentin
Écourt-Saint-Quentin ist eine französische Gemeinde mit 1.692 Einwohnern (Stand: 1. Januar 2022) im Département Pas-de-Calais in der Region Hauts-de-France. Sie gehört zum Arrondissement Arras und zum Kanton Bapaume.

## Lage
Die Gemeinde Écourt-Saint-Quentin liegt am Fluss Sensée an der Grenze zum Département Nord, 20 Kilometer östlich von Arras. Nachbargemeinden von Écourt-Saint-Quentin sind Hamel im Norden, Arleux im Norden und Nordosten, Palluel im Nordosten und Osten, Oisy-le-Verger im Osten, Rumaucourt im Süden, Saudemont im Südwesten, Récourt im Westen sowie Lécluse im Nordwesten.

## Bevölkerungsentwicklung
| Jahr                       | 1962 | 1968 | 1975 | 1982 | 1990 | 1999 | 2006 | 2012 | 2022 |
| Einwohner                  | 1485 | 1527 | 1510 | 1657 | 1771 | 1731 | 1734 | 1733 | 1692 |
| Quellen: Cassini und INSEE |      |      |      |      |      |      |      |      |      |

## Sehenswürdigkeiten
- Kirche Saint-Quentin mit Glockenturm aus dem 14. Jahrhundert
- Reste einer Merowingernekropole und die einer alten Burg

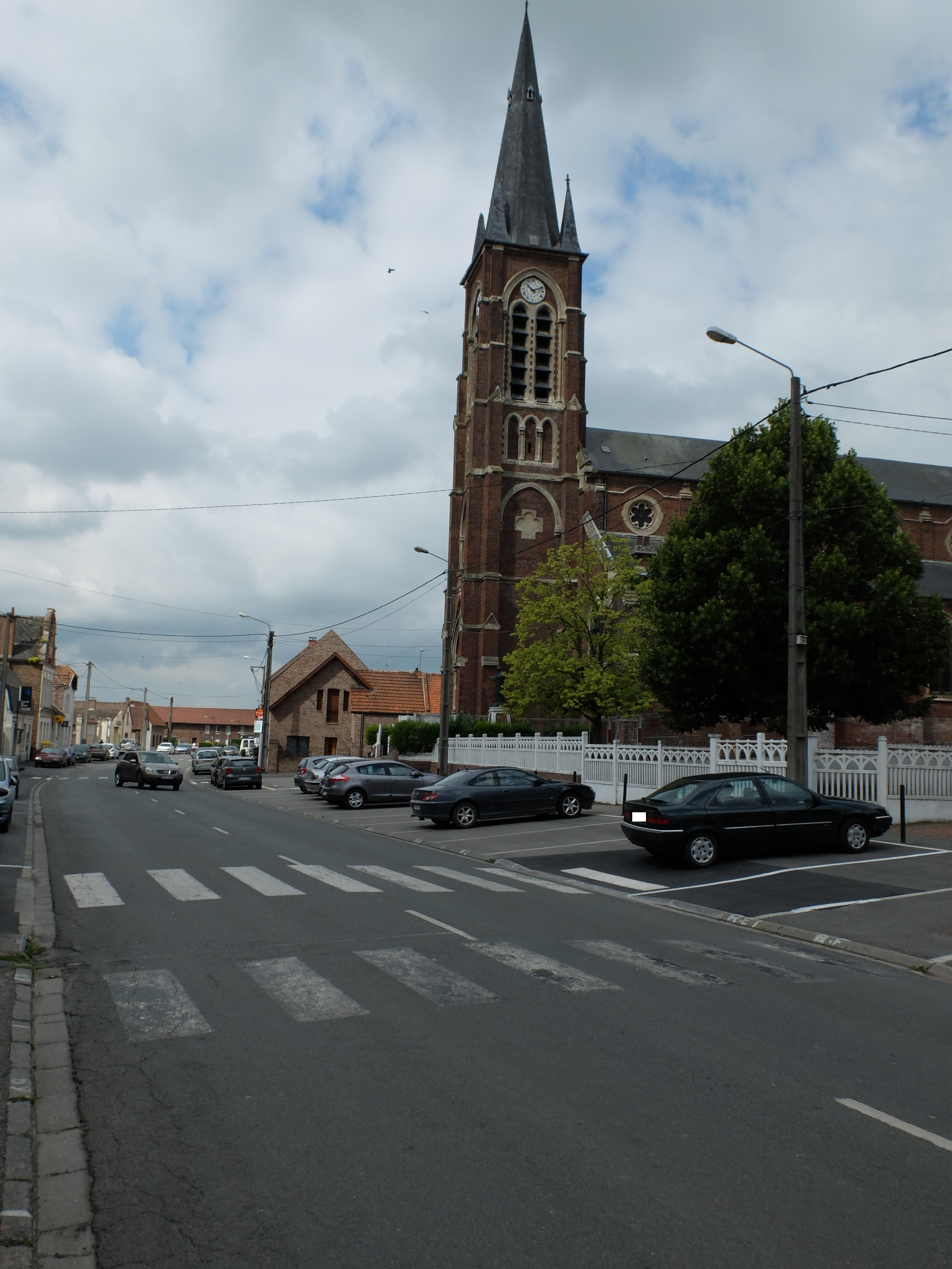
Glockenturm der Kirche Saint-Quentin
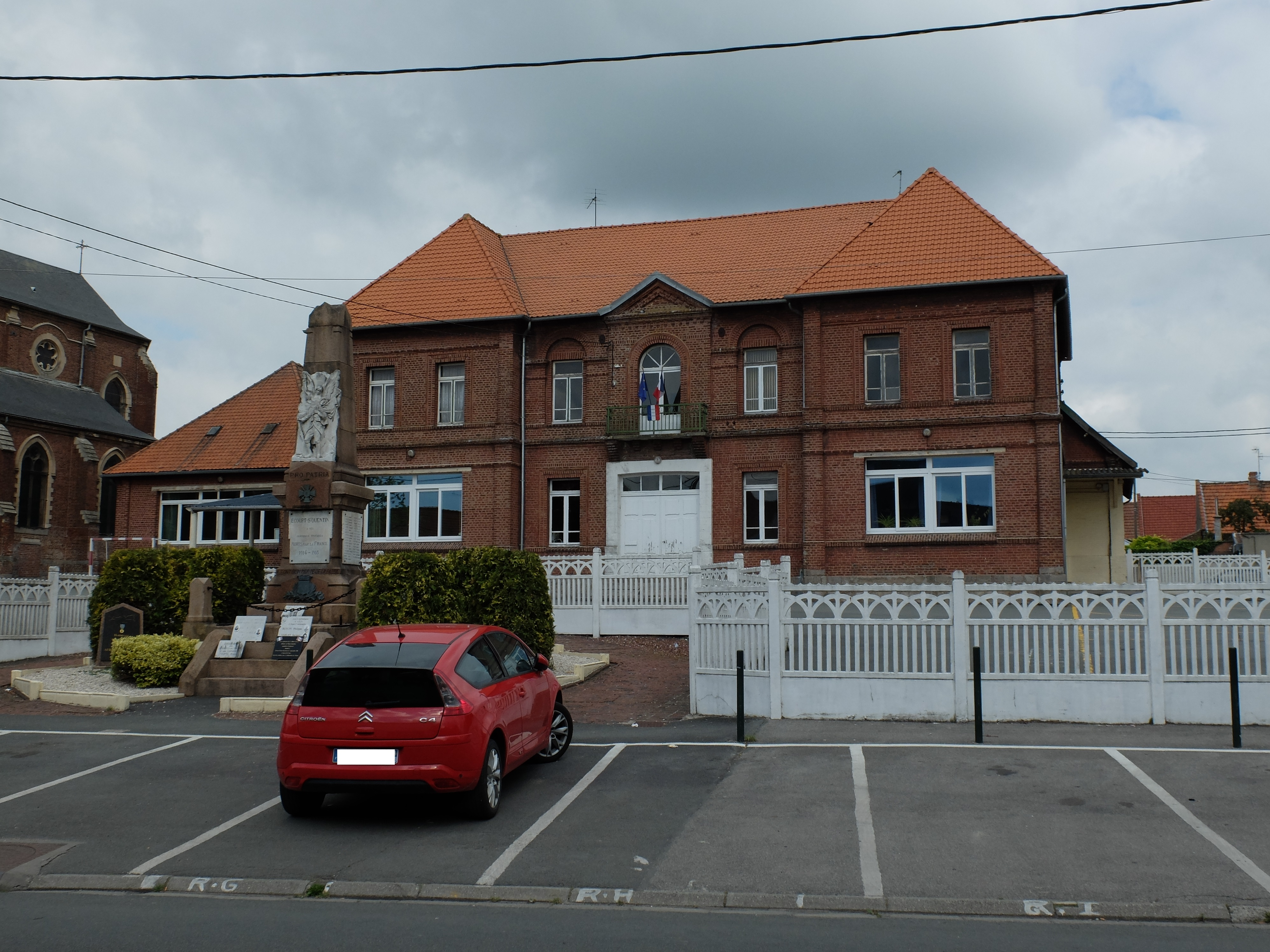
Grundschule
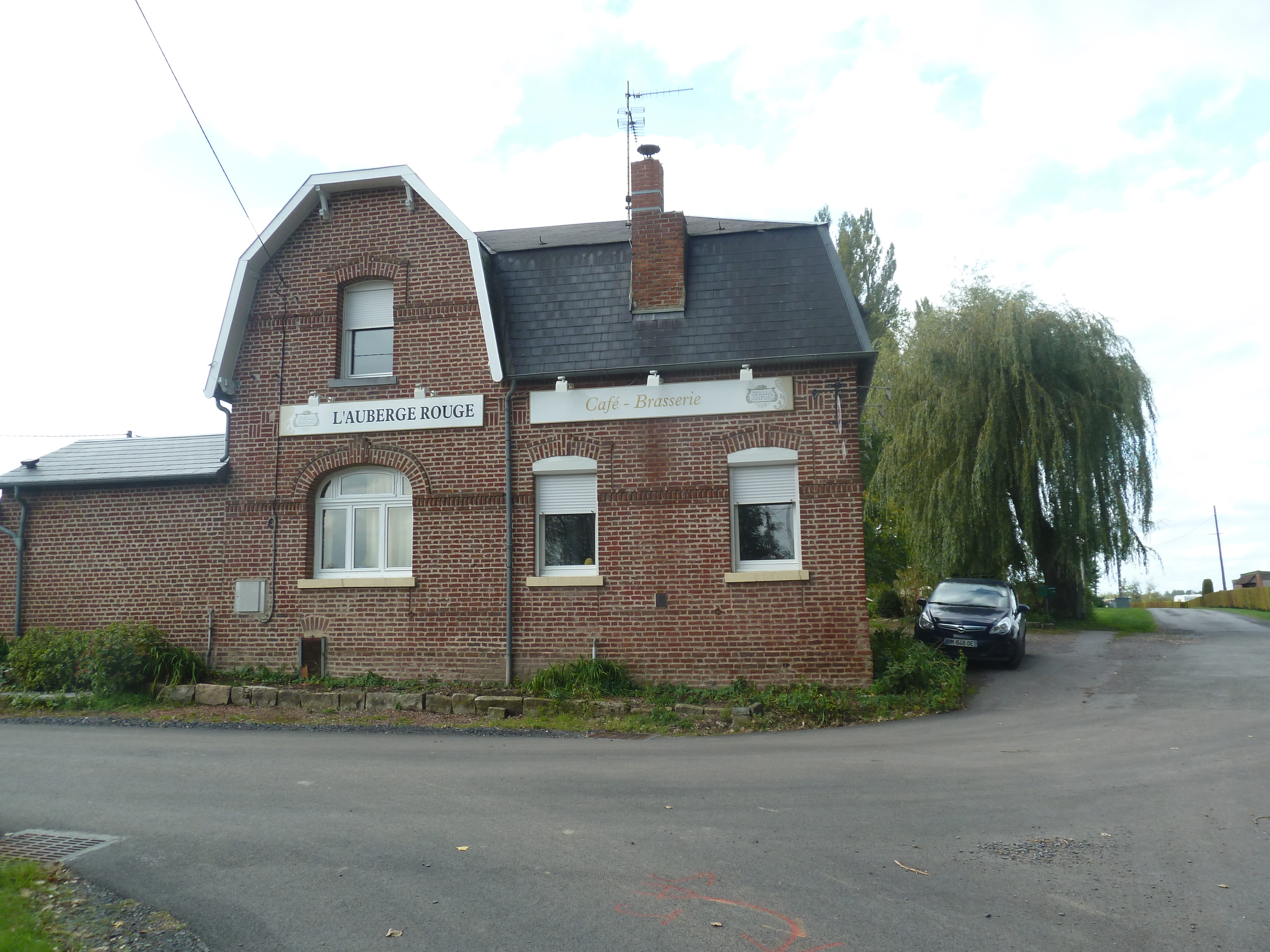
Gaststätte „Auberge Rouge“
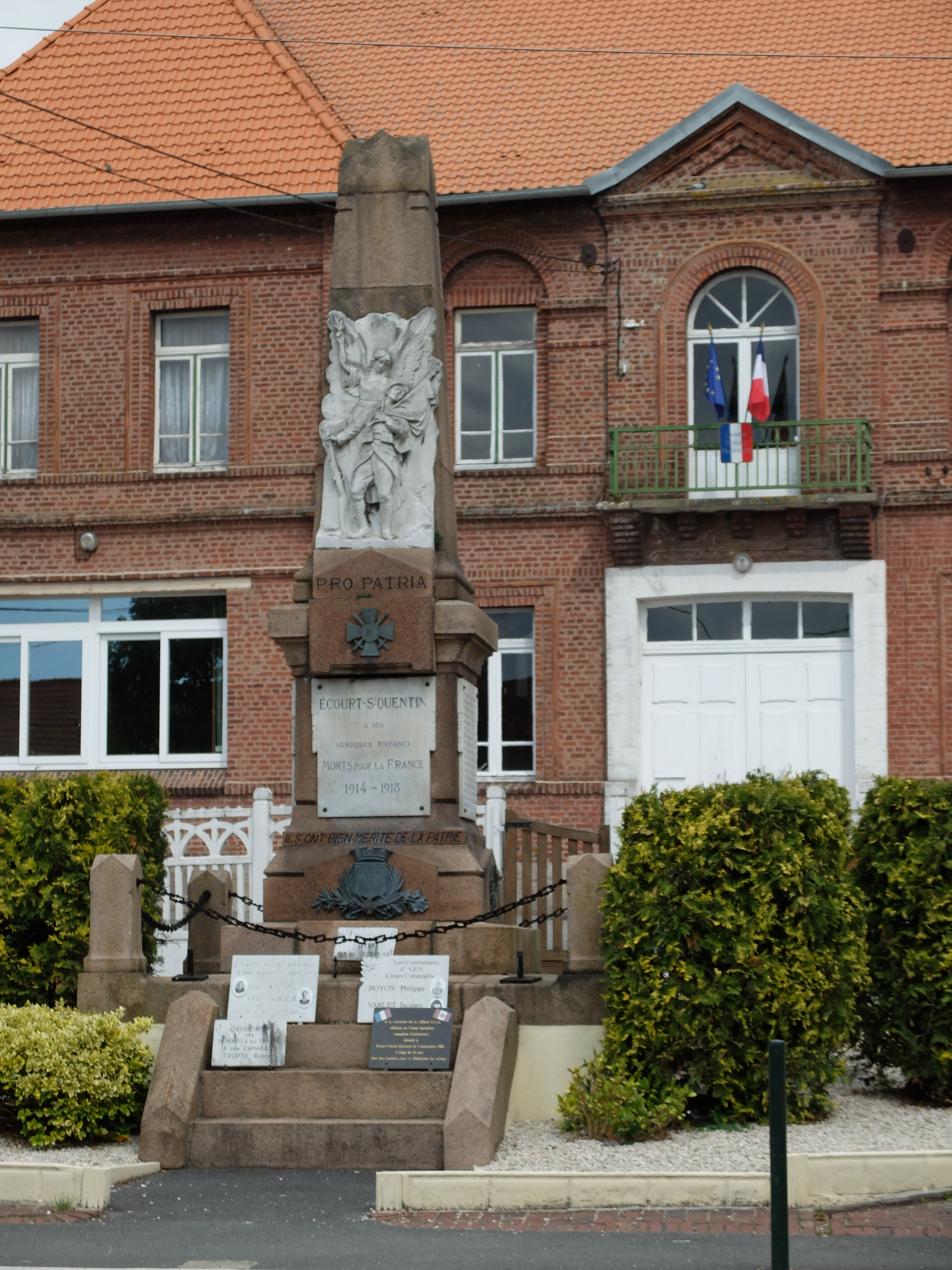
Gefallenendenkmal vor der Mairie